# 葉士彥
葉士彥（？—17世紀），字無美，號芝羽，直隸廬州府巢縣人，明朝、南明政治人物。

## 生平
葉士彥是崇禎元年（1628年）選貢，崇禎九年（1636年）中應天鄉試舉人，次年（1637年）聯捷進士，户部觀政，十一年四月授刑部廣西司主事，八月丁憂。十五年起官職方主事，十六年外任江西九江僉事。到任後首個除夕，他日夜偵查城內外管轄的吳楚要道，無不嚴謹防守。左良玉軍隊在郊外阻塞鄉路，物資無法入城，他秘密和左良玉會面，曉以大義，說：「將軍踏實沒有他想，只不過士兵驕縱不聽命令，累及主人而已。」左良玉感到羞愧而撒兵。遊擊胡以寧恃著宦官王德化撐腰，假借防寇名義招引無賴當兵，陰謀在江中行劫。葉士彥告發胡以寧，請袁繼咸驅逐胡以寧；他在任內安撫困苦民眾，顧念民生疾苦，很快因為與袁繼咸不和辭官歸鄉。
永曆三年（1649年）五月，南明朝廷起用他為兵部右侍郎、僉都御史，聯絡安慶、廬州的義師。他的兒子葉鼎跟隨鄭成功軍隊，永曆十三年（1659年）入長江充當間諜，其後二人不知所終。

## 家族
曾祖葉藻，寿官；祖葉楩，乡耆；父葉善守，增生。

## 引用
1. ↑  《崇祯十年丁丑科进士三代履历》：叶士彦，曾祖藻，寿官；祖楩，乡耆；父善守，增生。芝羽，易五房，辛亥三月十二日生，巢县人，丙子九十八名，会二百八十七名，二甲五十一名，户部观政，己卯四月授刑部广西司主事，八月丁憂，壬午起职方主事，癸未升江西佥事，九江道，甲申五月降调，本年補兖西道佥事。
2. 1 2  錢海岳《南明史·卷六十一·列傳第三十七》：（葉）士彥，字無美，巢縣人。崇禎十年進士。授刑部主事，調職方，出為九江僉事。下車歲除，日夜偵視城內外所轄通吳楚隘道險要，無不嚴備。左良玉兵在郊，關廂鄉路不通，薪炭俱絕，士彥密與宴會，曉以大義，言：「足下心實無他，緣兵驕不用命，累及其主。」良玉赧，乃撒兵。
3. ↑  道光《巢縣志·卷十一·人物志一 選舉表》：崇禎元年（貢生） 葉士彥 選貢……崇禎九年（鄉舉） 葉士彥丙子
4. ↑  錢海岳《南明史·卷六十一·列傳第三十七》：遊擊胡以寧恃內臣王德化為援，假防寇名，招無賴為兵，陰劫江上。士彥列其狀，請袁繼咸逐之去。在任撫綏瘡痍，軫念疾苦。已與繼咸不合，歸。永曆三年五月，起兵部右侍郎、僉都御史，聯絡安廬義旅。子鼎，從鄭成功軍，十三年入長江為間。終事不詳。